# Malmö–Tomelilla Järnväg
Malmö-Tomelilla Järnväg (MöToJ) var en normalspårig och 69 km lång enskild järnvägslinje som sträckte sig från Malmö till Tomelilla i Skåne. Sträckan Malmö – Dalby öppnades 1892 och Dalby – Tomelilla 1893. MöToJ förvärvade 1896 Simrishamn-Tomelilla Järnväg (CTJ), varigenom Malmö-Simrishamns Järnväg (MSJ) bildades (det ägande bolaget behöll dock namnet Malmö-Tomelilla Järnvägs AB).